# Mussidia nigrivenella
Espèce
Mussidia nigrivenella (foreur des épis de maïs) est une espèce d'insectes lépidoptères de la famille des Pyralidae, originaire d'Afrique subsaharienne. C'est l'espèce type du genre Mussidia.
Ce papillon nocturne, dont la chenille se développe dans les fruits et les graines de diverses espèces végétales, est un ravageur des cultures de maïs et de cotonnier en Afrique

## Distribution
L'aire de répartition de Mussidia nigrivenella se limite à l'Afrique subsaharienne. On la rencontre en particulier dans les pays suivants : Afrique du Sud, Côte d'Ivoire, Gambie, Ghana, Malawi, Mozambique, Niger, Nigeria, Tanzanie, Zambie et Zimbabwe.